# Бойко Марія Оттонівна
Марія Оттонівна Бойко (1908 — ?) — радянська діячка, робітниця Тираспольського консервного заводу імені 1 Травня Молдавської РСР. Депутат Верховної Ради СРСР 6-го скликання.

## Життєпис
Народилася в родині робітника. Освіта неповна середня.
У 1927—1930 роках — робітниця радгоспу.
У 1930—1941 роках — робітниця Тираспольського консервного заводу імені 1 Травня Молдавської АРСР.
З 1944 року — бригадир оклейниць фруктового цеху Тираспольського консервного заводу імені 1 Травня Молдавської РСР.
Подальша доля невідома.